# Серёга
Серге́й Васи́льевич Пархо́менко (бел. Сяргей Васільевіч Пархоменка; род. 8 октября 1976, Гомель, Белорусская ССР, СССР), более известный мононимно как Серёга — белорусский хип-хоп-исполнитель, ставший знаменитым после выпуска хита 2004 года «Чёрный бумер». В первых пресс-релизах стилистику рэпера называли «спортивными частушками».

## Биография
Отец – Василий Васильевич Пархоменко, инженер. Мать – Пархоменко Людмила Михайловна, инженер-технолог.
Сергей Пархоменко (Серёга, SERYOGA, Полиграф ШарикOFF) родился и вырос в городе Гомель (Белорусская ССР). Закончил Среднюю школу №49 с углубленным изучением немецкого языка с серебряной медалью. По воспоминаниям преподавателей, Сергей был одним из самых талантливых учеников. Получить золотую медаль помешал конфликт с одним из преподавателей школы. После двух лет учёбы в Гомельском Государственном университете имени Франциска Скорины он отправился на учёбу в Германию, где провёл пять лет, обучаясь политологии и экономике.
В феврале 2004 года, благодаря продюсеру Михаилу Шияну, Серёга появился на украинском музыкальном телеканале М1. В апреле 2004 года компания MFG/BMG Ukraine издала на Украине диск Серёги «Мой двор: Свадьбы и похороны». Одновременно этот же диск в Беларуси начала продавать звукозаписывающая компания Go-Records. Через несколько недель в России был издан и начал продаваться альбом Серёги «Мой двор: Спортивные частушки».
Летом 2004 года украинский режиссёр Владимир Якименко (Pistolet Film) снял в Киеве клип на песню «Чёрный бумер», презентация которого прошла 15 сентября 2004 года там же. Песня и клип сразу же были номинированы на награду MTV Russian Music Awards в категориях «лучший хип-хоп проект года» и «лучший дебют года». К концу 2004 года «Чёрный бумер» стал лидером хит-парадов на телеканалах MTV, Муз-ТВ, на Первом канале, на радиостанциях «DFM», «Русское радио», «Радио Попса».
Песни «Возле дома твоего» и «Мел судьбы, или Песня Тамерлана» вошли в саундтрек фильма «Дневной дозор».
В 2007 году американская компания Rockstar Games, занимающаяся разработкой и изданием компьютерных игр, включила песню Серёги «King Ring» в третий трейлер разрабатывавшейся ими тогда игры Grand Theft Auto IV. Также Серёга записал эксклюзивный трек для Grand Theft Auto IV, который называется «Liberty City: The Invasion». В нём поётся о том, как выходцы из России покоряют США. У рэпера на тот момент существовал другой проект, Ayvengo. На данном проекте вышел только один альбом «Не для продажи» в 2007 году. Когда у Rockstar истекли лицензии на песни для Grand Theft Auto IV, в 2018 году они заменили композиции на «Underground» и «Репрезенты» Ayvengo и «Mon ami» И «Добавь скорости» из альбома «Хроника парнишки с гомельских улиц».
12 августа 2008 года вышел четвёртый альбом рэп-исполнителя Серёги «Хроника парнишки с гомельских улиц», выпущенный на лейблах «Мистерия звука», Go-Records и Moon Records. В альбом вошло 17 треков. По мнению Алексея Мажаева, альбом получился крайне неудачным. В том же году Серёга принимает участие в русском дубляже мультфильма «Мадагаскар 2», где озвучивает роль бегемота Мото-Мото, а также пишет русскоязычные тексты к песням, звучащим в мультфильме.
В 2010 году стал судьёй проекта «X-Фактор. Украина», продюсировав команду «Коллективы», в 2011 году — команду «Старше двадцати пяти», в 2012 году — команду «Парни», 2013 году — команду «Девушки».
В сентябре 2013 года получил бессрочный вид на жительство на Украине.
Спустя шесть лет после предыдущего альбома, 9 декабря 2014 года, выходит 5-й альбом «50 оттенков Серого» под псевдонимом SERYOGA. В альбом вошло 11 треков. На пять композиций из альбома были сняты клипы: «Лють», «Твой любимый клоун», «Мой райдер», «Killing Me Softly (OST Гаджьо)», «50 оттенков Серого».
25 февраля 2015 года состоялся релиз новой 6-й пластинки «Феникс». В альбом вошло 11 треков.
8 сентября 2015 года был представлен первый сингл проекта Полиграф ШарикOFF «Харизма». В ночь с 20 на 21 сентября 2015 года был представлен клип «Харизма» (режиссёр — Владимир Якименко). 30 ноября 2015 года был представлен второй клип проекта — «Какао белого цвета», 2 марта 2016 года — третий, «Только секс» (режиссёр — Владимир Якименко).
14 мая 2016 года был представлен новый клип SERYOGA — «Крыша» при участии Бьянки. Сюжет клипа разворачивается на красивой туманной крыше, и с каждым куплетом обстановка накаляется всё сильнее. В сентябре вышел клип проекта Полиграф ШарикOFF — «Гелик Вани».
2 апреля 2017 года вышел клип проекта Полиграф ШарикOFF — «Мурашит». 25 апреля 2017 года был представлен новый клип SERYOGA — «Антифриз». 15 августа 2017 года состоялся релиз нового сингла и клипа SERYOGA — «Ярость».
8 сентября 2017 года исполнитель SERYOGA под псевдоним Полиграф ШарикOFF представил свой альбом — «Какао белого цвета». Треклист включил в себя ретроспективные городские романсы «Харизма», «Какао белого цвета», «Только секс», «Гелик Вани» и «Мурашит» и многие другие. В альбоме 10 треков. Также в этот день состоялась премьера нового клипа Полиграф ШарикOFF — «Богатые тоже плачут».
В ноябре 2017 года вышел клип SERYOGA «Коридор». В мае 2018 года вышел клип SERYOGA «Много дыма», по стилю похожий на «Коридор».
В июне 2020 года вышла новая версия трека «Чёрный бумер» и клип на него совместно с исполнителем DAVA.
С октября 2021 года по январь 2024 года — член жюри проекта «X-Фактор. Беларусь» на канале Беларусь 1.

## Личная жизнь
Встречался с кубинской моделью Даями Моралес.
Имел длительные отношения с Полиной, в результате отношений родились сыновья Марк (род. весна 2009) и Платон (род. 2012).

## Политические взгляды
В 2021 году публично выразил поддержку Лукашенко в Беларуси, назвав того «хранителем баланса». Летом 2021 года во время выступления на Ивана Купала в Александрии Пархоменко заявил о своём желании проверить рукопожатие Александра Лукашенко, позже назвав его самым крепким рукопожатием во всей Европе — Восточной, Центральной и Западной. В ответ на реакцию сети Пархоменко назвал себя российским «государственником», а Сталина — «большим гуманистом».
В сентябре 2022 года на ТВ продвигал идеологему об одном народе, которому противостоит Запад. Также отрицал обоснованность распада СССР.

## Лейбл «KingRing»
В 2005 году Серёга основывает лейбл «KingRing». Основной идеей лейбла была: запись альбомов, продажа релизов на рынке продаж, а также привлечение новых рэп-исполнителей и помощь им. Название появилось после того как Серёга записал саундтрек к фильму «Бой с тенью». На базе лейбла KingRing выпускались пять проектов (не считая самого Серёги): Макс Лоренс, Бьянка, Сацура, ST1M, СД.
К лейблу KingRing относился ещё московский рэпер ST, который был замечен Серёгой. Ему была оказана помощь в записи сольного альбома, в котором принял участие весь лейбл. Но потом ST понял, что такая музыка ему не по душе, и ушёл из лейбла.
Лейбл принимал активное участие в TV шоу, пример этого — участие Серёги в шоу «Король Ринга», для которого он написал саундтрек на оригинальную музыку Queen, на использование которой Серёга первый в мире получил официальное право.
Были созданы собственные онлайн-ресурсы. Также был запущен собственный магазин в Киеве, «KingRing Boutique».

### Артисты лейбла
- Серёга (основатель)
- Макс Лоренс (2005—2010)
- Сацура (с 2005)
- ST1M (2007—2010)
- СД (2006—2009)
- ST (2006—2007)

## «Туфли Гну»
21 сентября 2014 года появился проект «Туфли Гну» в составе Сергея Пархоменко, Сергея Сакаля, Сергея Кузьменкова (ТТ-34). Жанр треков — ню-метал, рэп. 28 ноября 2014 года вышел первый мини-альбом «Готов к труду и обороне», в который вошло семь треков. Было снято семь клипов на песни из альбома. Группа «Туфли гну» планирует с разной периодичностью выпускать релизы в виде анимационных роликов.

## Дискография

### Студийные альбомы
- 2004 — «Мой двор: Свадьбы и похороны» (Беларусь и Украина)
- 2004 — «Мой двор: Спортивные частушки» (Россия)
- 2005 — «Дискомалярия»
- 2007 — «Не для продажи»
- 2008 — «Хроника парнишки с гомельских улиц»
- 2014 — «50 оттенков Серого»
- 2015 — «Феникс»
- 2017 — «Какао белого цвета»
- 2020 — «Криминальное чтиво»
- 2024 — «Позитив корпоратив» (Россия)

### В составе «Контра-да-банда»
- 2001 — «Рифматит»

### В составе «Туфли Гну»
- 2014 — «Готов к труду и обороне» (мини-альбом)

### Сборники
- 2005 — «А на танцполе нету свободных мест» (альбом ремиксов)
- 2006 — «Russia’s No.1»
- 2008 — «The Best of Seryoga»

## Фильмография
- 2007 — «День выборов» (исполняет песню «Воровская»)
- 2008 — «Мадагаскар 2» — гиппопотам Мото-Мото (will.i.am) (дубляж)
- 2010 — «Блондинка в нокауте» (герой)
- 2010 — «Байки Митяя» — камео
- 2011 — «Даёшь молодёжь!» — камео
- 2014 — «Гаджьо»
- 2018 — «Свингеры» — охранник[10]

## Телевидение
- 2010 — X-Фактор (Украина)
- 2018 — Взвешенные и счастливые люди (Россия)
- 2019 — Танцы со звёздами (Украина)
- 2021 — Фактор.BY (Беларусь)
- 2025 — Три аккорда (Россия)
- 2025 — Маска (Россия)

## Награды
- 2005 год — MTV Russia Music Awards 2005 — лучший хип-хоп/рэп/R’n’B проект.
- 2005 год — MTV Russia Music Awards 2005 — лучший рингтон.
- 2005 год — Национальная музыкальная премия «Муз-ТВ» в номинации «Лучший рингтон»
- 2005 год — «Золотой граммофон» за песню «Чёрный бумер».
- 2006 год — «Золотой граммофон» за песню «Возле дома твоего».
- 2007 год — «Золотой граммофон» за песню «Миллион долларов США».